# Marc Sevrin
Marc Sevrin, né le 31 août 1954 à Bruxelles (région de Bruxelles-Capitale), est un auteur de bande dessinée et illustrateur belge. 

## Biographie
Marc Sevrin naît le 31 août 1954 à Bruxelles.
Il est étudiant à l'Institut Saint-Luc de Bruxelles à l’Atelier de bande dessinée de Claude Renard de 1977 à 1980 d'où il sort diplômé d'un graduat en arts plastiques, spécialisation bande dessinée. 
Il effectue son service militaire pendant un an au Petit-Château à Bruxelles ce qui donnera  matière à une histoire publiée dans Le 9e Rêve no 4.
Il devient professeur de dessin à l’Institut Saint-Luc en humanités artistiques et en préparatoire à partir de 1981. Et deux ans plus tard, au départ de Claude Renard, il reprend ses cours en compagnie de Pierre Pourbaix. 
Il y exerce la fonction de coordinateur de la section BD puis en 2017, il est entouré entre autres de Denis Larue, Pierre Bailly, Philippe de Pierpont, Éric Lambé et Stéphane Malandrin.
En parallèle, il réalise l’album aux crayons en noir et blanc Éternité moins une, avec Daniel Hugues dans la collection « Modern Steel » aux éditions bruxelloises Magic Strip en 1983.
Il réalise de nombreuses illustrations en publicité et en édition et il participe à des expositions avec les groupes de graphistes L’Art belge qui en a l’air, Illustré, Art’itude, Adhésif ou Séraphine Graphics.
En 1985, en collaboration avec le journaliste Jean-Louis Gillot, il publie L’Affaire Xanos aux Éditions d'Avroy, qui débouche sur l’exposition au Botanique de Polar and C°.
Dans la même période, il illustre Stranger from Brodalkia, un roman de Gladys Phurst, et il produit de multiples couvertures de livres.
Dans le magazine de bande dessinée Métal hurlant, il publie le récit Face B avec Daniel Hugues et dans le Journal des Beaux-Arts, Bruxelles-Beyrouth, en collaboration avec Frédéric Young. 
En 1990, il fait son entrée dans le magazine (À suivre) pour lequel il réalise graphiquement le roman graphique d'aventure La Carte de l’Afrique sur un scénario de Luc Dellisse et publié aux éditions Casterman l'année suivante.
Il réalise ensuite le diptyque La Collection d’Anatomies, en collaboration avec son collègue Pierre Pourbaix publiés dans la collection « Tango Noir » aux Éditions Paquet de 1999 à 2000. 
En 2007, il scénarise et dessine l’album Cicatrice qui selon Daniel Couvreur, le chef du service culture du journal Le Soir est « un livre fou de tendresse et d'humour naïf comme on n'en fait plus depuis que la Vallée de la Meuse a perdu ses Néréides. »
En 2012, il illustre, au moyen de la technique de la carte à gratter, le livre Au nom du néant, sur un texte d’Alain Dartevelle aux Éditions Murmure des Soirs et C'était demain de Jean-Marc Rigaux chez le même éditeur.  Pour le même auteur, il illustre le recueil de récits Toy Boy et autres leurres publié par Academia-L'Harmattan en 2017.
En 2015, il illustre des contes de Noël publiés dans le journal Le Soir.

« S’il n’est pas dans sa classe entouré d’étudiants, penché sur des scénarios, vous trouverez Marc Sevrin dans son atelier sous-terrain. Sous les jets de lumière froide, l’espace où il mène ses aventures graphiques a des allures de laboratoire enfoui. Les étagères, les rayonnages croulent sous les livres, grimoires, échantillons pittoresques et pièces anatomiques dont il est passionné. Le crayon dans une main, la tasse de thé dans l’autre, il dessine inlassablement tandis qu’une musique lancinante monte vers le plafond dans des tourbillons de fumée de pipe. Avec une patience de moine, il expérimente toutes les techniques. Le démon du cousu main lui est inconnu, il ne veut pas savoir qu’en art, il existe des trucs pour gagner du temps. Ses trucs lui servent au contraire pour rendre sa tâche plus ardue, plus dangereuse, plus fondamentale. Il ne sait pas bâcler. Rien n’est laissé au hasard, tout mérite réflexion. Il bâtit ses histoires sur l’univers dont il s’entoure. - Alain Dartevelle 2017 »

Marc Sevrin vit à Bruxelles en 2017.

## Œuvres

### Albums de bande dessinée
- Éternité moins Une , Magic Strip, coll. « Modern Steel », Bruxelles, décembre 1983
Scénario : Daniel Hugues - Dessin : Marc Sevrin - Couleurs : noir et blanc -  (ISBN 2803500639)
- La Carte de l'Afrique, Casterman, coll. « Studio (À suivre) », Tournai, avril 1991
Scénario : Luc Dellisse - Dessin : Marc Sevrin - Couleurs : quadrichromie -  (ISBN 2203338415),Couverture à rabats illustrés.

#### La Collection d’Anatomies
- 1. 1re partie , Éditions Paquet, coll. « Tango Noir », Genève, octobre 1999
Scénario : Pierre Pourbaix - Dessin : Marc Sevrin - Couleurs : Isabelle Busschaert -  (ISBN 2-940199-20-5)
- 2. 2e partie , Éditions Paquet, coll. « Tango Noir », Genève, 4 octobre 2000
Scénario : Pierre Pourbaix - Dessin : Marc Sevrin - Couleurs : Isabelle Busschaert -  (ISBN 2-940199-35-3)

#### Cicatrice
- Cicatrice, Éditions Paquet, coll. « Discover », Génève, 31 mai 2007
Scénario et dessin : Marc Sevrin - Couleurs : Alexandre de la Serna -  (ISBN 978-2-88890-181-5)

### Collectifs
- Animaux a(d)mis[8], Alliance européenne, Tilff, janvier 1990
Scénario : collectif - Dessin : collectif dont Marc Sevrin -  (ISBN 2-87364-000-6)

### Illustration
- L'Heure d'Edith, texte d'Arnaud de la Croix et Christian Lutz, Gembloux, Duculot, 1983
- Au nom du néant, texte d'Alain Dartevelle, Éditions Murmure des Soirs, 2012  (ISBN 978-2-930657-03-5)
- C'était demain, texte de Jean-Marc Rigaux, Éditions Murmure des Soirs, 2012  (ISBN 978-2-930657-07-3) (OCLC 1010079231)
- Toy Boy et autres leurres[5], texte d'Alain Dartevelle, Academia-L'Harmattan, Louvain-la-Neuve, 2017  (ISBN 978-2-8061-0346-8)

### Para-BD
- Publication d’un portfolio de sérigraphies.

### Expositions

#### Expositions individuelles
- 50 planches d’illustrations, Centre culturel du Botanique, Bruxelles, 1985.

#### Expositions collectives
- Le Temple du Ciel, Galerie Totem, 1983
- Alice au Pays des Merveilles, Galerie Totem, 1984
- L’Art belge qui en a l’air, Hôtel Deprez-Van de Velde, Bruxelles, 1985
- Avec le groupe « Communiqué », Centre culturel du Botanique, Bruxelles
- Mona Lisa, Faculté des Lettres de l’Université de Lausanne, 1992
- Casterman, Centre culturel Jacques Franck, Saint-Gilles (Bruxelles), 1992
- 10 dessinateurs, Hôtel de ville de Bruxelles, 2006
- Centre belge de la bande dessinée, Bruxelles, 2006
- Musée du Carnaval et du Masque, Binche, 2008
- Bara and Friends, Seed Factory, Auderghem, 2011.

### Collections publiques
1 œuvre de cet artiste est conservée au Centre de la gravure et de l'image imprimée à La Louvière.

#### Livres
: document utilisé comme source pour la rédaction de cet article.
- Jacques Fiérain, « Sevrin, Marc », dans La BD à Bruxelles et en Brabant, Charleroi, Éd. l'Âge d'or, avril 2003, 144 p., ill. ; 31 cm (ISBN 9782960119664 et 2960119665, OCLC 470388171, présentation en ligne), p. 126.
- Le 9e Rêve no 6, Bruxelles, Institut Saint-Luc de Bruxelles, École de recherche graphique, 2006, 144 p. (présentation en ligne), p. 20, 73.
- Thierry Bellefroid et Jean-Marie Derscheid, 77 auteurs de bande dessinée en Wallonie et à Bruxelles, Bruxelles, Wallonie-Bruxelles International, 2017, 128 p. (ISBN 2-930071-83-4, lire en ligne), p. 96-97. .

#### Articles
- Marc Sevrin et Pierre Pourbaix (interviewés par Didier Pasamonik), « Marc Sevrin et Pierre Pourbaix (Institut Saint-Luc à Bruxelles) : "Notre métier est de donner de l’espoir" », ActuaBD,‎ 14 octobre 2007 (lire en ligne, consulté le 29 mai 2023).